# Матч за звание чемпиона мира по шахматам 1958
Матч-реванш на первенство мира по шахматам между чемпионом мира Василием Смысловым и экс-чемпионом Михаилом Ботвинником, потерявшим звание год назад, проходил с 4 марта по 8 мая 1958 года в Москве.
Регламент матча: 24 партии на большинство, при счёте 12:12 чемпион сохраняет звание.
Главный арбитр — Гидеон Штальберг (Швеция).
Матч завершился победой Ботвинника (+7 −5 =11), который вернул утраченное год назад звание чемпиона мира.

## Таблица матча
| № | Участники    | 1 | 2 | 3 | 4 | 5 | 6 | 7 | 8 | 9 | 10 | 11 | 12 | 13 | 14 | 15 | 16 | 17 | 18 | 19 | 20 | 21 | 22 | 23 | Очки |
| - | ------------ | - | - | - | - | - | - | - | - | - | -- | -- | -- | -- | -- | -- | -- | -- | -- | -- | -- | -- | -- | -- | ---- |
| 1 | Ботвинник М. | 1 | 1 | 1 | ½ | 0 | 1 | ½ | ½ | ½ | ½  | 0  | 1  | ½  | 1  | 0  | ½  | ½  | 1  | 0  | ½  | ½  | 0  | ½  | 12½  |
| 2 | Смыслов В.   | 0 | 0 | 0 | ½ | 1 | 0 | ½ | ½ | ½ | ½  | 1  | 0  | ½  | 0  | 1  | ½  | ½  | 0  | 1  | ½  | ½  | 1  | ½  | 10½  |

## Примечательные партии

### Ботвинник — Смыслов
|   | a | b | c | d | e | f | g | h |   |
| - | --- | --- | --- | --- | --- | --- | --- | --- | - |
| 8 | d8 чёрная ладья · f8 чёрная ладья · g8 чёрный король · a7 чёрная пешка · b7 чёрная пешка · h7 чёрная пешка · c6 чёрный конь · f6 чёрная пешка · g6 чёрная пешка · h6 белый ферзь · c5 чёрная пешка · a4 чёрный слон · c3 белая пешка · e3 белая ладья · f3 белый конь · g3 белая пешка · a2 белая пешка · c2 чёрный ферзь · f2 белая пешка · g2 белый слон · h2 белая пешка · e1 белая ладья · g1 белый король | d8 чёрная ладья · f8 чёрная ладья · g8 чёрный король · a7 чёрная пешка · b7 чёрная пешка · h7 чёрная пешка · c6 чёрный конь · f6 чёрная пешка · g6 чёрная пешка · h6 белый ферзь · c5 чёрная пешка · a4 чёрный слон · c3 белая пешка · e3 белая ладья · f3 белый конь · g3 белая пешка · a2 белая пешка · c2 чёрный ферзь · f2 белая пешка · g2 белый слон · h2 белая пешка · e1 белая ладья · g1 белый король | d8 чёрная ладья · f8 чёрная ладья · g8 чёрный король · a7 чёрная пешка · b7 чёрная пешка · h7 чёрная пешка · c6 чёрный конь · f6 чёрная пешка · g6 чёрная пешка · h6 белый ферзь · c5 чёрная пешка · a4 чёрный слон · c3 белая пешка · e3 белая ладья · f3 белый конь · g3 белая пешка · a2 белая пешка · c2 чёрный ферзь · f2 белая пешка · g2 белый слон · h2 белая пешка · e1 белая ладья · g1 белый король | d8 чёрная ладья · f8 чёрная ладья · g8 чёрный король · a7 чёрная пешка · b7 чёрная пешка · h7 чёрная пешка · c6 чёрный конь · f6 чёрная пешка · g6 чёрная пешка · h6 белый ферзь · c5 чёрная пешка · a4 чёрный слон · c3 белая пешка · e3 белая ладья · f3 белый конь · g3 белая пешка · a2 белая пешка · c2 чёрный ферзь · f2 белая пешка · g2 белый слон · h2 белая пешка · e1 белая ладья · g1 белый король | d8 чёрная ладья · f8 чёрная ладья · g8 чёрный король · a7 чёрная пешка · b7 чёрная пешка · h7 чёрная пешка · c6 чёрный конь · f6 чёрная пешка · g6 чёрная пешка · h6 белый ферзь · c5 чёрная пешка · a4 чёрный слон · c3 белая пешка · e3 белая ладья · f3 белый конь · g3 белая пешка · a2 белая пешка · c2 чёрный ферзь · f2 белая пешка · g2 белый слон · h2 белая пешка · e1 белая ладья · g1 белый король | d8 чёрная ладья · f8 чёрная ладья · g8 чёрный король · a7 чёрная пешка · b7 чёрная пешка · h7 чёрная пешка · c6 чёрный конь · f6 чёрная пешка · g6 чёрная пешка · h6 белый ферзь · c5 чёрная пешка · a4 чёрный слон · c3 белая пешка · e3 белая ладья · f3 белый конь · g3 белая пешка · a2 белая пешка · c2 чёрный ферзь · f2 белая пешка · g2 белый слон · h2 белая пешка · e1 белая ладья · g1 белый король | d8 чёрная ладья · f8 чёрная ладья · g8 чёрный король · a7 чёрная пешка · b7 чёрная пешка · h7 чёрная пешка · c6 чёрный конь · f6 чёрная пешка · g6 чёрная пешка · h6 белый ферзь · c5 чёрная пешка · a4 чёрный слон · c3 белая пешка · e3 белая ладья · f3 белый конь · g3 белая пешка · a2 белая пешка · c2 чёрный ферзь · f2 белая пешка · g2 белый слон · h2 белая пешка · e1 белая ладья · g1 белый король | d8 чёрная ладья · f8 чёрная ладья · g8 чёрный король · a7 чёрная пешка · b7 чёрная пешка · h7 чёрная пешка · c6 чёрный конь · f6 чёрная пешка · g6 чёрная пешка · h6 белый ферзь · c5 чёрная пешка · a4 чёрный слон · c3 белая пешка · e3 белая ладья · f3 белый конь · g3 белая пешка · a2 белая пешка · c2 чёрный ферзь · f2 белая пешка · g2 белый слон · h2 белая пешка · e1 белая ладья · g1 белый король | 8 |
| 7 | d8 чёрная ладья · f8 чёрная ладья · g8 чёрный король · a7 чёрная пешка · b7 чёрная пешка · h7 чёрная пешка · c6 чёрный конь · f6 чёрная пешка · g6 чёрная пешка · h6 белый ферзь · c5 чёрная пешка · a4 чёрный слон · c3 белая пешка · e3 белая ладья · f3 белый конь · g3 белая пешка · a2 белая пешка · c2 чёрный ферзь · f2 белая пешка · g2 белый слон · h2 белая пешка · e1 белая ладья · g1 белый король | d8 чёрная ладья · f8 чёрная ладья · g8 чёрный король · a7 чёрная пешка · b7 чёрная пешка · h7 чёрная пешка · c6 чёрный конь · f6 чёрная пешка · g6 чёрная пешка · h6 белый ферзь · c5 чёрная пешка · a4 чёрный слон · c3 белая пешка · e3 белая ладья · f3 белый конь · g3 белая пешка · a2 белая пешка · c2 чёрный ферзь · f2 белая пешка · g2 белый слон · h2 белая пешка · e1 белая ладья · g1 белый король | d8 чёрная ладья · f8 чёрная ладья · g8 чёрный король · a7 чёрная пешка · b7 чёрная пешка · h7 чёрная пешка · c6 чёрный конь · f6 чёрная пешка · g6 чёрная пешка · h6 белый ферзь · c5 чёрная пешка · a4 чёрный слон · c3 белая пешка · e3 белая ладья · f3 белый конь · g3 белая пешка · a2 белая пешка · c2 чёрный ферзь · f2 белая пешка · g2 белый слон · h2 белая пешка · e1 белая ладья · g1 белый король | d8 чёрная ладья · f8 чёрная ладья · g8 чёрный король · a7 чёрная пешка · b7 чёрная пешка · h7 чёрная пешка · c6 чёрный конь · f6 чёрная пешка · g6 чёрная пешка · h6 белый ферзь · c5 чёрная пешка · a4 чёрный слон · c3 белая пешка · e3 белая ладья · f3 белый конь · g3 белая пешка · a2 белая пешка · c2 чёрный ферзь · f2 белая пешка · g2 белый слон · h2 белая пешка · e1 белая ладья · g1 белый король | d8 чёрная ладья · f8 чёрная ладья · g8 чёрный король · a7 чёрная пешка · b7 чёрная пешка · h7 чёрная пешка · c6 чёрный конь · f6 чёрная пешка · g6 чёрная пешка · h6 белый ферзь · c5 чёрная пешка · a4 чёрный слон · c3 белая пешка · e3 белая ладья · f3 белый конь · g3 белая пешка · a2 белая пешка · c2 чёрный ферзь · f2 белая пешка · g2 белый слон · h2 белая пешка · e1 белая ладья · g1 белый король | d8 чёрная ладья · f8 чёрная ладья · g8 чёрный король · a7 чёрная пешка · b7 чёрная пешка · h7 чёрная пешка · c6 чёрный конь · f6 чёрная пешка · g6 чёрная пешка · h6 белый ферзь · c5 чёрная пешка · a4 чёрный слон · c3 белая пешка · e3 белая ладья · f3 белый конь · g3 белая пешка · a2 белая пешка · c2 чёрный ферзь · f2 белая пешка · g2 белый слон · h2 белая пешка · e1 белая ладья · g1 белый король | d8 чёрная ладья · f8 чёрная ладья · g8 чёрный король · a7 чёрная пешка · b7 чёрная пешка · h7 чёрная пешка · c6 чёрный конь · f6 чёрная пешка · g6 чёрная пешка · h6 белый ферзь · c5 чёрная пешка · a4 чёрный слон · c3 белая пешка · e3 белая ладья · f3 белый конь · g3 белая пешка · a2 белая пешка · c2 чёрный ферзь · f2 белая пешка · g2 белый слон · h2 белая пешка · e1 белая ладья · g1 белый король | d8 чёрная ладья · f8 чёрная ладья · g8 чёрный король · a7 чёрная пешка · b7 чёрная пешка · h7 чёрная пешка · c6 чёрный конь · f6 чёрная пешка · g6 чёрная пешка · h6 белый ферзь · c5 чёрная пешка · a4 чёрный слон · c3 белая пешка · e3 белая ладья · f3 белый конь · g3 белая пешка · a2 белая пешка · c2 чёрный ферзь · f2 белая пешка · g2 белый слон · h2 белая пешка · e1 белая ладья · g1 белый король | 7 |
| 6 | d8 чёрная ладья · f8 чёрная ладья · g8 чёрный король · a7 чёрная пешка · b7 чёрная пешка · h7 чёрная пешка · c6 чёрный конь · f6 чёрная пешка · g6 чёрная пешка · h6 белый ферзь · c5 чёрная пешка · a4 чёрный слон · c3 белая пешка · e3 белая ладья · f3 белый конь · g3 белая пешка · a2 белая пешка · c2 чёрный ферзь · f2 белая пешка · g2 белый слон · h2 белая пешка · e1 белая ладья · g1 белый король | d8 чёрная ладья · f8 чёрная ладья · g8 чёрный король · a7 чёрная пешка · b7 чёрная пешка · h7 чёрная пешка · c6 чёрный конь · f6 чёрная пешка · g6 чёрная пешка · h6 белый ферзь · c5 чёрная пешка · a4 чёрный слон · c3 белая пешка · e3 белая ладья · f3 белый конь · g3 белая пешка · a2 белая пешка · c2 чёрный ферзь · f2 белая пешка · g2 белый слон · h2 белая пешка · e1 белая ладья · g1 белый король | d8 чёрная ладья · f8 чёрная ладья · g8 чёрный король · a7 чёрная пешка · b7 чёрная пешка · h7 чёрная пешка · c6 чёрный конь · f6 чёрная пешка · g6 чёрная пешка · h6 белый ферзь · c5 чёрная пешка · a4 чёрный слон · c3 белая пешка · e3 белая ладья · f3 белый конь · g3 белая пешка · a2 белая пешка · c2 чёрный ферзь · f2 белая пешка · g2 белый слон · h2 белая пешка · e1 белая ладья · g1 белый король | d8 чёрная ладья · f8 чёрная ладья · g8 чёрный король · a7 чёрная пешка · b7 чёрная пешка · h7 чёрная пешка · c6 чёрный конь · f6 чёрная пешка · g6 чёрная пешка · h6 белый ферзь · c5 чёрная пешка · a4 чёрный слон · c3 белая пешка · e3 белая ладья · f3 белый конь · g3 белая пешка · a2 белая пешка · c2 чёрный ферзь · f2 белая пешка · g2 белый слон · h2 белая пешка · e1 белая ладья · g1 белый король | d8 чёрная ладья · f8 чёрная ладья · g8 чёрный король · a7 чёрная пешка · b7 чёрная пешка · h7 чёрная пешка · c6 чёрный конь · f6 чёрная пешка · g6 чёрная пешка · h6 белый ферзь · c5 чёрная пешка · a4 чёрный слон · c3 белая пешка · e3 белая ладья · f3 белый конь · g3 белая пешка · a2 белая пешка · c2 чёрный ферзь · f2 белая пешка · g2 белый слон · h2 белая пешка · e1 белая ладья · g1 белый король | d8 чёрная ладья · f8 чёрная ладья · g8 чёрный король · a7 чёрная пешка · b7 чёрная пешка · h7 чёрная пешка · c6 чёрный конь · f6 чёрная пешка · g6 чёрная пешка · h6 белый ферзь · c5 чёрная пешка · a4 чёрный слон · c3 белая пешка · e3 белая ладья · f3 белый конь · g3 белая пешка · a2 белая пешка · c2 чёрный ферзь · f2 белая пешка · g2 белый слон · h2 белая пешка · e1 белая ладья · g1 белый король | d8 чёрная ладья · f8 чёрная ладья · g8 чёрный король · a7 чёрная пешка · b7 чёрная пешка · h7 чёрная пешка · c6 чёрный конь · f6 чёрная пешка · g6 чёрная пешка · h6 белый ферзь · c5 чёрная пешка · a4 чёрный слон · c3 белая пешка · e3 белая ладья · f3 белый конь · g3 белая пешка · a2 белая пешка · c2 чёрный ферзь · f2 белая пешка · g2 белый слон · h2 белая пешка · e1 белая ладья · g1 белый король | d8 чёрная ладья · f8 чёрная ладья · g8 чёрный король · a7 чёрная пешка · b7 чёрная пешка · h7 чёрная пешка · c6 чёрный конь · f6 чёрная пешка · g6 чёрная пешка · h6 белый ферзь · c5 чёрная пешка · a4 чёрный слон · c3 белая пешка · e3 белая ладья · f3 белый конь · g3 белая пешка · a2 белая пешка · c2 чёрный ферзь · f2 белая пешка · g2 белый слон · h2 белая пешка · e1 белая ладья · g1 белый король | 6 |
| 5 | d8 чёрная ладья · f8 чёрная ладья · g8 чёрный король · a7 чёрная пешка · b7 чёрная пешка · h7 чёрная пешка · c6 чёрный конь · f6 чёрная пешка · g6 чёрная пешка · h6 белый ферзь · c5 чёрная пешка · a4 чёрный слон · c3 белая пешка · e3 белая ладья · f3 белый конь · g3 белая пешка · a2 белая пешка · c2 чёрный ферзь · f2 белая пешка · g2 белый слон · h2 белая пешка · e1 белая ладья · g1 белый король | d8 чёрная ладья · f8 чёрная ладья · g8 чёрный король · a7 чёрная пешка · b7 чёрная пешка · h7 чёрная пешка · c6 чёрный конь · f6 чёрная пешка · g6 чёрная пешка · h6 белый ферзь · c5 чёрная пешка · a4 чёрный слон · c3 белая пешка · e3 белая ладья · f3 белый конь · g3 белая пешка · a2 белая пешка · c2 чёрный ферзь · f2 белая пешка · g2 белый слон · h2 белая пешка · e1 белая ладья · g1 белый король | d8 чёрная ладья · f8 чёрная ладья · g8 чёрный король · a7 чёрная пешка · b7 чёрная пешка · h7 чёрная пешка · c6 чёрный конь · f6 чёрная пешка · g6 чёрная пешка · h6 белый ферзь · c5 чёрная пешка · a4 чёрный слон · c3 белая пешка · e3 белая ладья · f3 белый конь · g3 белая пешка · a2 белая пешка · c2 чёрный ферзь · f2 белая пешка · g2 белый слон · h2 белая пешка · e1 белая ладья · g1 белый король | d8 чёрная ладья · f8 чёрная ладья · g8 чёрный король · a7 чёрная пешка · b7 чёрная пешка · h7 чёрная пешка · c6 чёрный конь · f6 чёрная пешка · g6 чёрная пешка · h6 белый ферзь · c5 чёрная пешка · a4 чёрный слон · c3 белая пешка · e3 белая ладья · f3 белый конь · g3 белая пешка · a2 белая пешка · c2 чёрный ферзь · f2 белая пешка · g2 белый слон · h2 белая пешка · e1 белая ладья · g1 белый король | d8 чёрная ладья · f8 чёрная ладья · g8 чёрный король · a7 чёрная пешка · b7 чёрная пешка · h7 чёрная пешка · c6 чёрный конь · f6 чёрная пешка · g6 чёрная пешка · h6 белый ферзь · c5 чёрная пешка · a4 чёрный слон · c3 белая пешка · e3 белая ладья · f3 белый конь · g3 белая пешка · a2 белая пешка · c2 чёрный ферзь · f2 белая пешка · g2 белый слон · h2 белая пешка · e1 белая ладья · g1 белый король | d8 чёрная ладья · f8 чёрная ладья · g8 чёрный король · a7 чёрная пешка · b7 чёрная пешка · h7 чёрная пешка · c6 чёрный конь · f6 чёрная пешка · g6 чёрная пешка · h6 белый ферзь · c5 чёрная пешка · a4 чёрный слон · c3 белая пешка · e3 белая ладья · f3 белый конь · g3 белая пешка · a2 белая пешка · c2 чёрный ферзь · f2 белая пешка · g2 белый слон · h2 белая пешка · e1 белая ладья · g1 белый король | d8 чёрная ладья · f8 чёрная ладья · g8 чёрный король · a7 чёрная пешка · b7 чёрная пешка · h7 чёрная пешка · c6 чёрный конь · f6 чёрная пешка · g6 чёрная пешка · h6 белый ферзь · c5 чёрная пешка · a4 чёрный слон · c3 белая пешка · e3 белая ладья · f3 белый конь · g3 белая пешка · a2 белая пешка · c2 чёрный ферзь · f2 белая пешка · g2 белый слон · h2 белая пешка · e1 белая ладья · g1 белый король | d8 чёрная ладья · f8 чёрная ладья · g8 чёрный король · a7 чёрная пешка · b7 чёрная пешка · h7 чёрная пешка · c6 чёрный конь · f6 чёрная пешка · g6 чёрная пешка · h6 белый ферзь · c5 чёрная пешка · a4 чёрный слон · c3 белая пешка · e3 белая ладья · f3 белый конь · g3 белая пешка · a2 белая пешка · c2 чёрный ферзь · f2 белая пешка · g2 белый слон · h2 белая пешка · e1 белая ладья · g1 белый король | 5 |
| 4 | d8 чёрная ладья · f8 чёрная ладья · g8 чёрный король · a7 чёрная пешка · b7 чёрная пешка · h7 чёрная пешка · c6 чёрный конь · f6 чёрная пешка · g6 чёрная пешка · h6 белый ферзь · c5 чёрная пешка · a4 чёрный слон · c3 белая пешка · e3 белая ладья · f3 белый конь · g3 белая пешка · a2 белая пешка · c2 чёрный ферзь · f2 белая пешка · g2 белый слон · h2 белая пешка · e1 белая ладья · g1 белый король | d8 чёрная ладья · f8 чёрная ладья · g8 чёрный король · a7 чёрная пешка · b7 чёрная пешка · h7 чёрная пешка · c6 чёрный конь · f6 чёрная пешка · g6 чёрная пешка · h6 белый ферзь · c5 чёрная пешка · a4 чёрный слон · c3 белая пешка · e3 белая ладья · f3 белый конь · g3 белая пешка · a2 белая пешка · c2 чёрный ферзь · f2 белая пешка · g2 белый слон · h2 белая пешка · e1 белая ладья · g1 белый король | d8 чёрная ладья · f8 чёрная ладья · g8 чёрный король · a7 чёрная пешка · b7 чёрная пешка · h7 чёрная пешка · c6 чёрный конь · f6 чёрная пешка · g6 чёрная пешка · h6 белый ферзь · c5 чёрная пешка · a4 чёрный слон · c3 белая пешка · e3 белая ладья · f3 белый конь · g3 белая пешка · a2 белая пешка · c2 чёрный ферзь · f2 белая пешка · g2 белый слон · h2 белая пешка · e1 белая ладья · g1 белый король | d8 чёрная ладья · f8 чёрная ладья · g8 чёрный король · a7 чёрная пешка · b7 чёрная пешка · h7 чёрная пешка · c6 чёрный конь · f6 чёрная пешка · g6 чёрная пешка · h6 белый ферзь · c5 чёрная пешка · a4 чёрный слон · c3 белая пешка · e3 белая ладья · f3 белый конь · g3 белая пешка · a2 белая пешка · c2 чёрный ферзь · f2 белая пешка · g2 белый слон · h2 белая пешка · e1 белая ладья · g1 белый король | d8 чёрная ладья · f8 чёрная ладья · g8 чёрный король · a7 чёрная пешка · b7 чёрная пешка · h7 чёрная пешка · c6 чёрный конь · f6 чёрная пешка · g6 чёрная пешка · h6 белый ферзь · c5 чёрная пешка · a4 чёрный слон · c3 белая пешка · e3 белая ладья · f3 белый конь · g3 белая пешка · a2 белая пешка · c2 чёрный ферзь · f2 белая пешка · g2 белый слон · h2 белая пешка · e1 белая ладья · g1 белый король | d8 чёрная ладья · f8 чёрная ладья · g8 чёрный король · a7 чёрная пешка · b7 чёрная пешка · h7 чёрная пешка · c6 чёрный конь · f6 чёрная пешка · g6 чёрная пешка · h6 белый ферзь · c5 чёрная пешка · a4 чёрный слон · c3 белая пешка · e3 белая ладья · f3 белый конь · g3 белая пешка · a2 белая пешка · c2 чёрный ферзь · f2 белая пешка · g2 белый слон · h2 белая пешка · e1 белая ладья · g1 белый король | d8 чёрная ладья · f8 чёрная ладья · g8 чёрный король · a7 чёрная пешка · b7 чёрная пешка · h7 чёрная пешка · c6 чёрный конь · f6 чёрная пешка · g6 чёрная пешка · h6 белый ферзь · c5 чёрная пешка · a4 чёрный слон · c3 белая пешка · e3 белая ладья · f3 белый конь · g3 белая пешка · a2 белая пешка · c2 чёрный ферзь · f2 белая пешка · g2 белый слон · h2 белая пешка · e1 белая ладья · g1 белый король | d8 чёрная ладья · f8 чёрная ладья · g8 чёрный король · a7 чёрная пешка · b7 чёрная пешка · h7 чёрная пешка · c6 чёрный конь · f6 чёрная пешка · g6 чёрная пешка · h6 белый ферзь · c5 чёрная пешка · a4 чёрный слон · c3 белая пешка · e3 белая ладья · f3 белый конь · g3 белая пешка · a2 белая пешка · c2 чёрный ферзь · f2 белая пешка · g2 белый слон · h2 белая пешка · e1 белая ладья · g1 белый король | 4 |
| 3 | d8 чёрная ладья · f8 чёрная ладья · g8 чёрный король · a7 чёрная пешка · b7 чёрная пешка · h7 чёрная пешка · c6 чёрный конь · f6 чёрная пешка · g6 чёрная пешка · h6 белый ферзь · c5 чёрная пешка · a4 чёрный слон · c3 белая пешка · e3 белая ладья · f3 белый конь · g3 белая пешка · a2 белая пешка · c2 чёрный ферзь · f2 белая пешка · g2 белый слон · h2 белая пешка · e1 белая ладья · g1 белый король | d8 чёрная ладья · f8 чёрная ладья · g8 чёрный король · a7 чёрная пешка · b7 чёрная пешка · h7 чёрная пешка · c6 чёрный конь · f6 чёрная пешка · g6 чёрная пешка · h6 белый ферзь · c5 чёрная пешка · a4 чёрный слон · c3 белая пешка · e3 белая ладья · f3 белый конь · g3 белая пешка · a2 белая пешка · c2 чёрный ферзь · f2 белая пешка · g2 белый слон · h2 белая пешка · e1 белая ладья · g1 белый король | d8 чёрная ладья · f8 чёрная ладья · g8 чёрный король · a7 чёрная пешка · b7 чёрная пешка · h7 чёрная пешка · c6 чёрный конь · f6 чёрная пешка · g6 чёрная пешка · h6 белый ферзь · c5 чёрная пешка · a4 чёрный слон · c3 белая пешка · e3 белая ладья · f3 белый конь · g3 белая пешка · a2 белая пешка · c2 чёрный ферзь · f2 белая пешка · g2 белый слон · h2 белая пешка · e1 белая ладья · g1 белый король | d8 чёрная ладья · f8 чёрная ладья · g8 чёрный король · a7 чёрная пешка · b7 чёрная пешка · h7 чёрная пешка · c6 чёрный конь · f6 чёрная пешка · g6 чёрная пешка · h6 белый ферзь · c5 чёрная пешка · a4 чёрный слон · c3 белая пешка · e3 белая ладья · f3 белый конь · g3 белая пешка · a2 белая пешка · c2 чёрный ферзь · f2 белая пешка · g2 белый слон · h2 белая пешка · e1 белая ладья · g1 белый король | d8 чёрная ладья · f8 чёрная ладья · g8 чёрный король · a7 чёрная пешка · b7 чёрная пешка · h7 чёрная пешка · c6 чёрный конь · f6 чёрная пешка · g6 чёрная пешка · h6 белый ферзь · c5 чёрная пешка · a4 чёрный слон · c3 белая пешка · e3 белая ладья · f3 белый конь · g3 белая пешка · a2 белая пешка · c2 чёрный ферзь · f2 белая пешка · g2 белый слон · h2 белая пешка · e1 белая ладья · g1 белый король | d8 чёрная ладья · f8 чёрная ладья · g8 чёрный король · a7 чёрная пешка · b7 чёрная пешка · h7 чёрная пешка · c6 чёрный конь · f6 чёрная пешка · g6 чёрная пешка · h6 белый ферзь · c5 чёрная пешка · a4 чёрный слон · c3 белая пешка · e3 белая ладья · f3 белый конь · g3 белая пешка · a2 белая пешка · c2 чёрный ферзь · f2 белая пешка · g2 белый слон · h2 белая пешка · e1 белая ладья · g1 белый король | d8 чёрная ладья · f8 чёрная ладья · g8 чёрный король · a7 чёрная пешка · b7 чёрная пешка · h7 чёрная пешка · c6 чёрный конь · f6 чёрная пешка · g6 чёрная пешка · h6 белый ферзь · c5 чёрная пешка · a4 чёрный слон · c3 белая пешка · e3 белая ладья · f3 белый конь · g3 белая пешка · a2 белая пешка · c2 чёрный ферзь · f2 белая пешка · g2 белый слон · h2 белая пешка · e1 белая ладья · g1 белый король | d8 чёрная ладья · f8 чёрная ладья · g8 чёрный король · a7 чёрная пешка · b7 чёрная пешка · h7 чёрная пешка · c6 чёрный конь · f6 чёрная пешка · g6 чёрная пешка · h6 белый ферзь · c5 чёрная пешка · a4 чёрный слон · c3 белая пешка · e3 белая ладья · f3 белый конь · g3 белая пешка · a2 белая пешка · c2 чёрный ферзь · f2 белая пешка · g2 белый слон · h2 белая пешка · e1 белая ладья · g1 белый король | 3 |
| 2 | d8 чёрная ладья · f8 чёрная ладья · g8 чёрный король · a7 чёрная пешка · b7 чёрная пешка · h7 чёрная пешка · c6 чёрный конь · f6 чёрная пешка · g6 чёрная пешка · h6 белый ферзь · c5 чёрная пешка · a4 чёрный слон · c3 белая пешка · e3 белая ладья · f3 белый конь · g3 белая пешка · a2 белая пешка · c2 чёрный ферзь · f2 белая пешка · g2 белый слон · h2 белая пешка · e1 белая ладья · g1 белый король | d8 чёрная ладья · f8 чёрная ладья · g8 чёрный король · a7 чёрная пешка · b7 чёрная пешка · h7 чёрная пешка · c6 чёрный конь · f6 чёрная пешка · g6 чёрная пешка · h6 белый ферзь · c5 чёрная пешка · a4 чёрный слон · c3 белая пешка · e3 белая ладья · f3 белый конь · g3 белая пешка · a2 белая пешка · c2 чёрный ферзь · f2 белая пешка · g2 белый слон · h2 белая пешка · e1 белая ладья · g1 белый король | d8 чёрная ладья · f8 чёрная ладья · g8 чёрный король · a7 чёрная пешка · b7 чёрная пешка · h7 чёрная пешка · c6 чёрный конь · f6 чёрная пешка · g6 чёрная пешка · h6 белый ферзь · c5 чёрная пешка · a4 чёрный слон · c3 белая пешка · e3 белая ладья · f3 белый конь · g3 белая пешка · a2 белая пешка · c2 чёрный ферзь · f2 белая пешка · g2 белый слон · h2 белая пешка · e1 белая ладья · g1 белый король | d8 чёрная ладья · f8 чёрная ладья · g8 чёрный король · a7 чёрная пешка · b7 чёрная пешка · h7 чёрная пешка · c6 чёрный конь · f6 чёрная пешка · g6 чёрная пешка · h6 белый ферзь · c5 чёрная пешка · a4 чёрный слон · c3 белая пешка · e3 белая ладья · f3 белый конь · g3 белая пешка · a2 белая пешка · c2 чёрный ферзь · f2 белая пешка · g2 белый слон · h2 белая пешка · e1 белая ладья · g1 белый король | d8 чёрная ладья · f8 чёрная ладья · g8 чёрный король · a7 чёрная пешка · b7 чёрная пешка · h7 чёрная пешка · c6 чёрный конь · f6 чёрная пешка · g6 чёрная пешка · h6 белый ферзь · c5 чёрная пешка · a4 чёрный слон · c3 белая пешка · e3 белая ладья · f3 белый конь · g3 белая пешка · a2 белая пешка · c2 чёрный ферзь · f2 белая пешка · g2 белый слон · h2 белая пешка · e1 белая ладья · g1 белый король | d8 чёрная ладья · f8 чёрная ладья · g8 чёрный король · a7 чёрная пешка · b7 чёрная пешка · h7 чёрная пешка · c6 чёрный конь · f6 чёрная пешка · g6 чёрная пешка · h6 белый ферзь · c5 чёрная пешка · a4 чёрный слон · c3 белая пешка · e3 белая ладья · f3 белый конь · g3 белая пешка · a2 белая пешка · c2 чёрный ферзь · f2 белая пешка · g2 белый слон · h2 белая пешка · e1 белая ладья · g1 белый король | d8 чёрная ладья · f8 чёрная ладья · g8 чёрный король · a7 чёрная пешка · b7 чёрная пешка · h7 чёрная пешка · c6 чёрный конь · f6 чёрная пешка · g6 чёрная пешка · h6 белый ферзь · c5 чёрная пешка · a4 чёрный слон · c3 белая пешка · e3 белая ладья · f3 белый конь · g3 белая пешка · a2 белая пешка · c2 чёрный ферзь · f2 белая пешка · g2 белый слон · h2 белая пешка · e1 белая ладья · g1 белый король | d8 чёрная ладья · f8 чёрная ладья · g8 чёрный король · a7 чёрная пешка · b7 чёрная пешка · h7 чёрная пешка · c6 чёрный конь · f6 чёрная пешка · g6 чёрная пешка · h6 белый ферзь · c5 чёрная пешка · a4 чёрный слон · c3 белая пешка · e3 белая ладья · f3 белый конь · g3 белая пешка · a2 белая пешка · c2 чёрный ферзь · f2 белая пешка · g2 белый слон · h2 белая пешка · e1 белая ладья · g1 белый король | 2 |
| 1 | d8 чёрная ладья · f8 чёрная ладья · g8 чёрный король · a7 чёрная пешка · b7 чёрная пешка · h7 чёрная пешка · c6 чёрный конь · f6 чёрная пешка · g6 чёрная пешка · h6 белый ферзь · c5 чёрная пешка · a4 чёрный слон · c3 белая пешка · e3 белая ладья · f3 белый конь · g3 белая пешка · a2 белая пешка · c2 чёрный ферзь · f2 белая пешка · g2 белый слон · h2 белая пешка · e1 белая ладья · g1 белый король | d8 чёрная ладья · f8 чёрная ладья · g8 чёрный король · a7 чёрная пешка · b7 чёрная пешка · h7 чёрная пешка · c6 чёрный конь · f6 чёрная пешка · g6 чёрная пешка · h6 белый ферзь · c5 чёрная пешка · a4 чёрный слон · c3 белая пешка · e3 белая ладья · f3 белый конь · g3 белая пешка · a2 белая пешка · c2 чёрный ферзь · f2 белая пешка · g2 белый слон · h2 белая пешка · e1 белая ладья · g1 белый король | d8 чёрная ладья · f8 чёрная ладья · g8 чёрный король · a7 чёрная пешка · b7 чёрная пешка · h7 чёрная пешка · c6 чёрный конь · f6 чёрная пешка · g6 чёрная пешка · h6 белый ферзь · c5 чёрная пешка · a4 чёрный слон · c3 белая пешка · e3 белая ладья · f3 белый конь · g3 белая пешка · a2 белая пешка · c2 чёрный ферзь · f2 белая пешка · g2 белый слон · h2 белая пешка · e1 белая ладья · g1 белый король | d8 чёрная ладья · f8 чёрная ладья · g8 чёрный король · a7 чёрная пешка · b7 чёрная пешка · h7 чёрная пешка · c6 чёрный конь · f6 чёрная пешка · g6 чёрная пешка · h6 белый ферзь · c5 чёрная пешка · a4 чёрный слон · c3 белая пешка · e3 белая ладья · f3 белый конь · g3 белая пешка · a2 белая пешка · c2 чёрный ферзь · f2 белая пешка · g2 белый слон · h2 белая пешка · e1 белая ладья · g1 белый король | d8 чёрная ладья · f8 чёрная ладья · g8 чёрный король · a7 чёрная пешка · b7 чёрная пешка · h7 чёрная пешка · c6 чёрный конь · f6 чёрная пешка · g6 чёрная пешка · h6 белый ферзь · c5 чёрная пешка · a4 чёрный слон · c3 белая пешка · e3 белая ладья · f3 белый конь · g3 белая пешка · a2 белая пешка · c2 чёрный ферзь · f2 белая пешка · g2 белый слон · h2 белая пешка · e1 белая ладья · g1 белый король | d8 чёрная ладья · f8 чёрная ладья · g8 чёрный король · a7 чёрная пешка · b7 чёрная пешка · h7 чёрная пешка · c6 чёрный конь · f6 чёрная пешка · g6 чёрная пешка · h6 белый ферзь · c5 чёрная пешка · a4 чёрный слон · c3 белая пешка · e3 белая ладья · f3 белый конь · g3 белая пешка · a2 белая пешка · c2 чёрный ферзь · f2 белая пешка · g2 белый слон · h2 белая пешка · e1 белая ладья · g1 белый король | d8 чёрная ладья · f8 чёрная ладья · g8 чёрный король · a7 чёрная пешка · b7 чёрная пешка · h7 чёрная пешка · c6 чёрный конь · f6 чёрная пешка · g6 чёрная пешка · h6 белый ферзь · c5 чёрная пешка · a4 чёрный слон · c3 белая пешка · e3 белая ладья · f3 белый конь · g3 белая пешка · a2 белая пешка · c2 чёрный ферзь · f2 белая пешка · g2 белый слон · h2 белая пешка · e1 белая ладья · g1 белый король | d8 чёрная ладья · f8 чёрная ладья · g8 чёрный король · a7 чёрная пешка · b7 чёрная пешка · h7 чёрная пешка · c6 чёрный конь · f6 чёрная пешка · g6 чёрная пешка · h6 белый ферзь · c5 чёрная пешка · a4 чёрный слон · c3 белая пешка · e3 белая ладья · f3 белый конь · g3 белая пешка · a2 белая пешка · c2 чёрный ферзь · f2 белая пешка · g2 белый слон · h2 белая пешка · e1 белая ладья · g1 белый король | 1 |
|   | a | b | c | d | e | f | g | h |   |

1. c4 Кf6 2. Кс3 d5 3. cd К:d5 4. g3 g6 5. Сg2 К:c3 6. bc Сg7 7. Фb3 Кс6 8. Кf3 O-O 9. O-O Ка5 10. Фс2 c5 11. d3 Сf5 12. e4 Сd7 13. Сg5 Лс8 14. Фd2 Сb5 15. Лfd1 Са4 16. Ле1 f6 17. Сһ6 С:h6 18. Ф:h6 Ф:d3 19. e5 Кс6 20. Ле3 Фс2 21. ef ef 22. Лае1 Лсd8 (см. диаграмму)
23. Сһ3? (белые упускают возможность выиграть комбинационным путём — 23. Кd4!) Ке5 24. К:e5 fe 25. f4 Сс6 26. Фg5 Лde8? (а здесь уже Смыслов не увидел нокаутирующий ход 26 …Лd2!) 27. Л:e5 Ф:c3 28. Л:e8 С:e8 29. Фе5 Ф:e5 30. Л:e5 b6 31. Ле7 a5 32. Лb7 Лf6 33. Лb8 Крf7 34. Крf2 Лd6 35. Кре3 Са4 36. Лb7+ Крg8 37. Лb8+ Крg7 38. Лb7+ Крg8 39. Лb8+ Крf7 40. Лb7+ Крf8 41. Л:h7, и белые добились победы на 74-м ходу.